# Eudistoma magnum
Eudistoma magnum is een zakpijpensoort uit de familie van de Polycitoridae. De wetenschappelijke naam van de soort is voor het eerst geldig gepubliceerd in 1968 door Médioni.